# José María Pazo
José María Pazo Torres, född 4 april 1964, är en colombiansk före detta professionell fotbollsmålvakt som spelade för fotbollsklubbarna Junior, Deportivo Unicosta och Independiente Medellín mellan 1982 och 2000. Han spelade också tre landslagsmatcher för det colombianska fotbollslandslaget mellan 1993 och 1995.
Pazo vann två ligamästerskap med Junior (1993 och 1995).